# Foho Ruutali
Der Foho Ruutali (kurz: Ruutali) ist ein Berg in der osttimoresischen Gemeinde Bobonaro. Er liegt im Westen des Sucos Purugua (Verwaltungsamt Cailaco), in der Aldeia Lesupu, und hat eine Meereshöhe von 135 m. Westlich liegt das Dorf Heda, nördlich verläuft die Straße zwischen Heda und dem Nachbarort Aidabara-ebe. Südlich fließt der Claola, ein Nebenfluss des Nunura. Am anderen Ufer erhebt sich der Foho Nunuheli (142 m).